# Lonchoptera bifurcata
Lonchoptera bifurcata is een vliegensoort uit de familie van de Lonchopteridae. De wetenschappelijke naam van de soort is voor het eerst geldig gepubliceerd in 1810 door Fallen.

## Kenmerken
Volwassen exemplaren zijn ongeveer 2-5 mm lang. In Noord-Amerika kan hij worden onderscheiden van nauw verwante soorten door lichtgekleurde borstelharen achter de ogen, verschillende borstelharen aan de voorkant van de tibiae van het eerste paar poten (andere soorten hebben een enkele borstelharen) en vleugels met tamelijk scherpe punten. Er zijn twee kleurfasen, lichtbruin en zwart. Individuen in de donkere fase kunnen een volledig donkere buik hebben of bleke longitudinale markeringen op de buik.

## Habitat
Volwassenen van Lonchoptera bifurcata worden meestal aangetroffen rond vochtige gazons en in sloten, terwijl de larven zich ontwikkelen in rottend organisch materiaal.

## Levenswijze
In Noord-Amerika worden mannetjes van deze soort zeer zelden gezien, en de vrouwtjes brengen jongen voort door parthenogenese. Dit lijkt ook het geval te zijn in andere delen van de verspreiding van het insect.

## Verspreiding
Deze soort komt voor in het Holarctisch gebied. Het is aanwezig in Europa, Azië en Noord-Amerika.